# Janská
Janská (německy Johnsbach, Jonsbach) je obec v okrese Děčín v Ústeckém kraji. Žije v ní 216 obyvatel. Do 31. prosince 1992 byla součástí České Kamenice.

## Historie
První písemná zmínka o obci pochází z roku 1380. Do roku 1946 nesla obec název Jonsbach. Dne 26. ledna 1972 poblíž Janské došlo k pádu letadla jugoslávské letecké společnosti JAT. Při této katastrofě zahynulo 27 lidí, neštěstí přežila letuška Vesna Vulovičová.
Dne 25. dubna 2018 bylo schváleno usnesením výboru pro vědu, vzdělání, kulturu, mládež a tělovýchovu udělení znaku a vlajky obce.

## Přírodní poměry
Janská se nachází v údolí řeky Kamenice na území chráněné krajinné oblasti Labské pískovce. Ve vzdálenosti třináct kilometrů západně leží město Děčín.

## Obyvatelstvo
Při sčítání lidu v roce 1921 ve vsi žilo 466 obyvatel (z toho 220 mužů), z nichž byli čtyři Čechoslováci, 453 Němců a devět cizinců. Kromě jednoho evangelíka a jednoho člena církve československé byli římskými katolíky. Podle sčítání lidu z roku 1930 měla vesnice 516 obyvatel: 21 Čechoslováků, 485 Němců, jednoho příslušníka jiné národnosti a devět cizinců. Většina lidí (500 osob) se hlásila k římskokatolické církvi, dva  lidé k evangelickým církvím, tři k církvi československé a jedenáct jich bylo bez vyznání.
| Rok            | 1869 | 1880 | 1890 | 1900 | 1910 | 1921 | 1930 | 1950 | 1961 | 1970 | 1980 | 1991 | 2001 | 2011 | 2021 |
| -------------- | ---- | ---- | ---- | ---- | ---- | ---- | ---- | ---- | ---- | ---- | ---- | ---- | ---- | ---- | ---- |
| Počet obyvatel | 424  | 557  | 534  | 452  | 445  | 466  | 516  | 189  | 266  | 243  | 267  | 203  | 198  | 192  | 205  |
| Počet domů     | 78   | 84   | 83   | 84   | 83   | 84   | 90   | 79   | 43   | 44   | 43   | 44   | 39   | 51   | 58   |

## Pamětihodnosti
- Koncentrační tábor Rabštejn a podzemní továrna Rabštejn
- Sloup se sochou svatého Jana Nepomuckého
- Muzeum Občanského sdružení Rabštejn – válečná a poválečná historie rabštejnského údolí a podzemních továren, přádelen Franze Preidla z roku 1860, dokumenty o pádu letadla DC-10 JAT, příroda
- Barokní skalní kaplička
- Adrenalin park
- Pískovcové skály s krásnými výhledy
- Nad obcí vrch Huttenberg – kruhový výhled
- Venkovská usedlost čp. 10
- Venkovská usedlost čp. 49
- Do katastrálního území obce zasahuje na východě malá část přírodní rezervace Maiberg u Filipova.
- Na východním okraji vesnice se nachází přírodní památka Sojčí rokle.

## Galerie

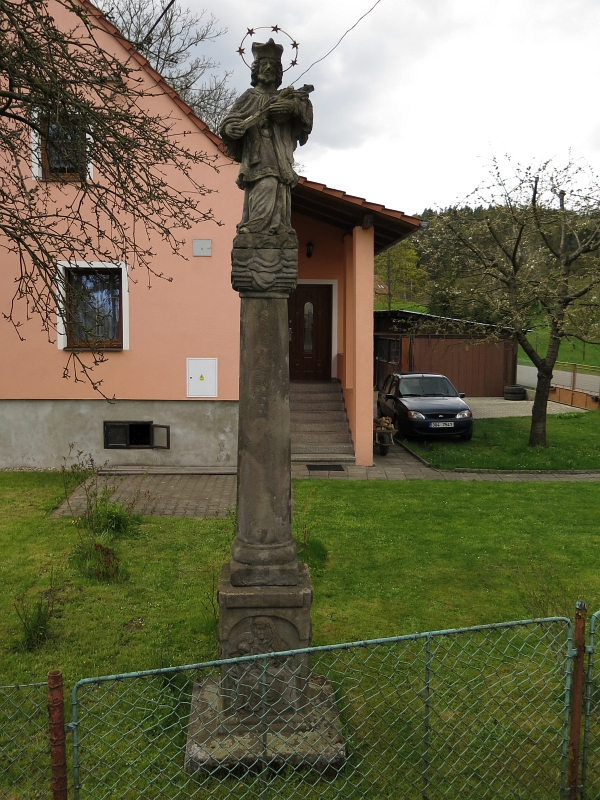
Socha sv. Jana Nepomuckého v obci
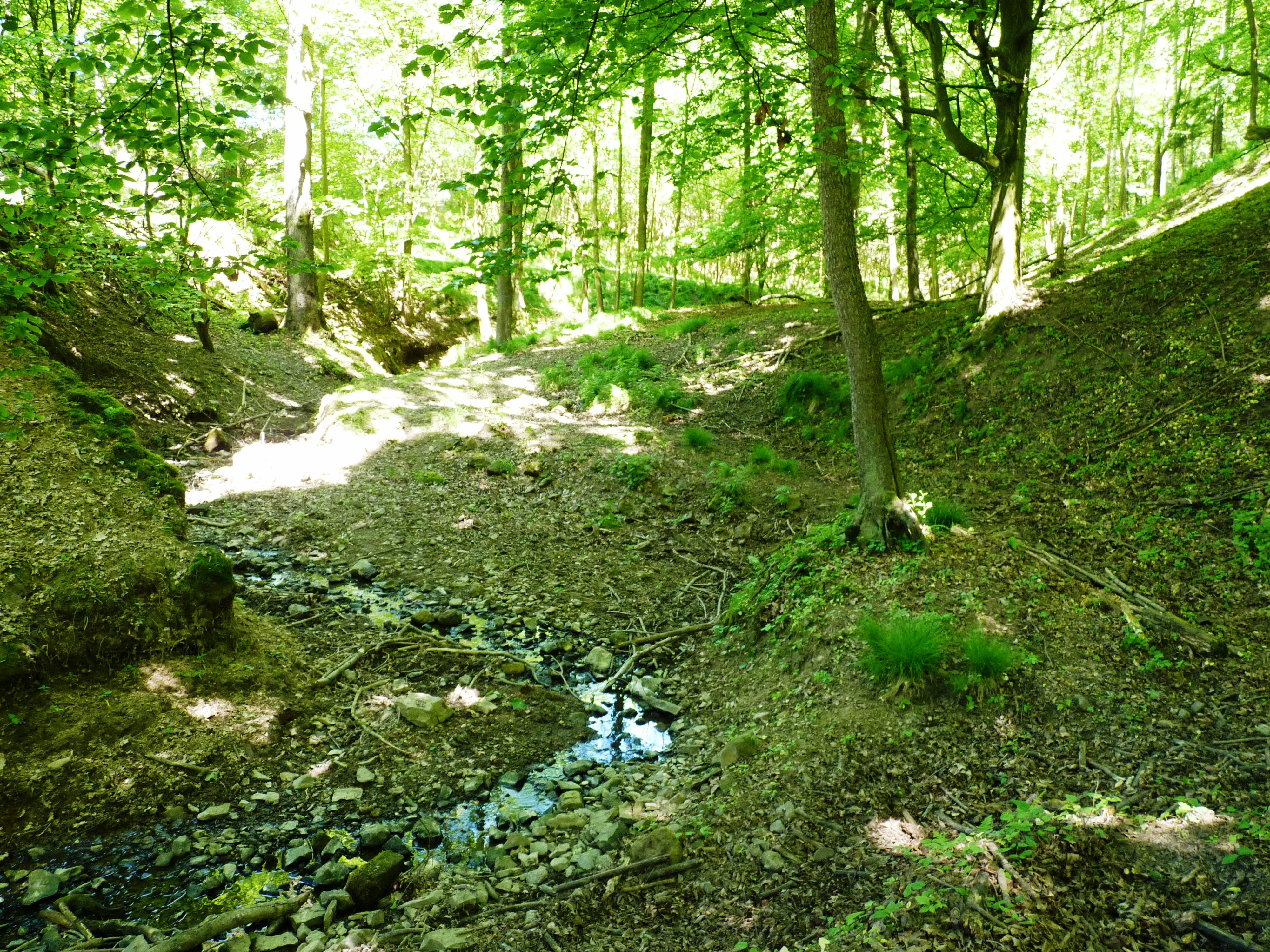
Přírodní rezervace Maiberg
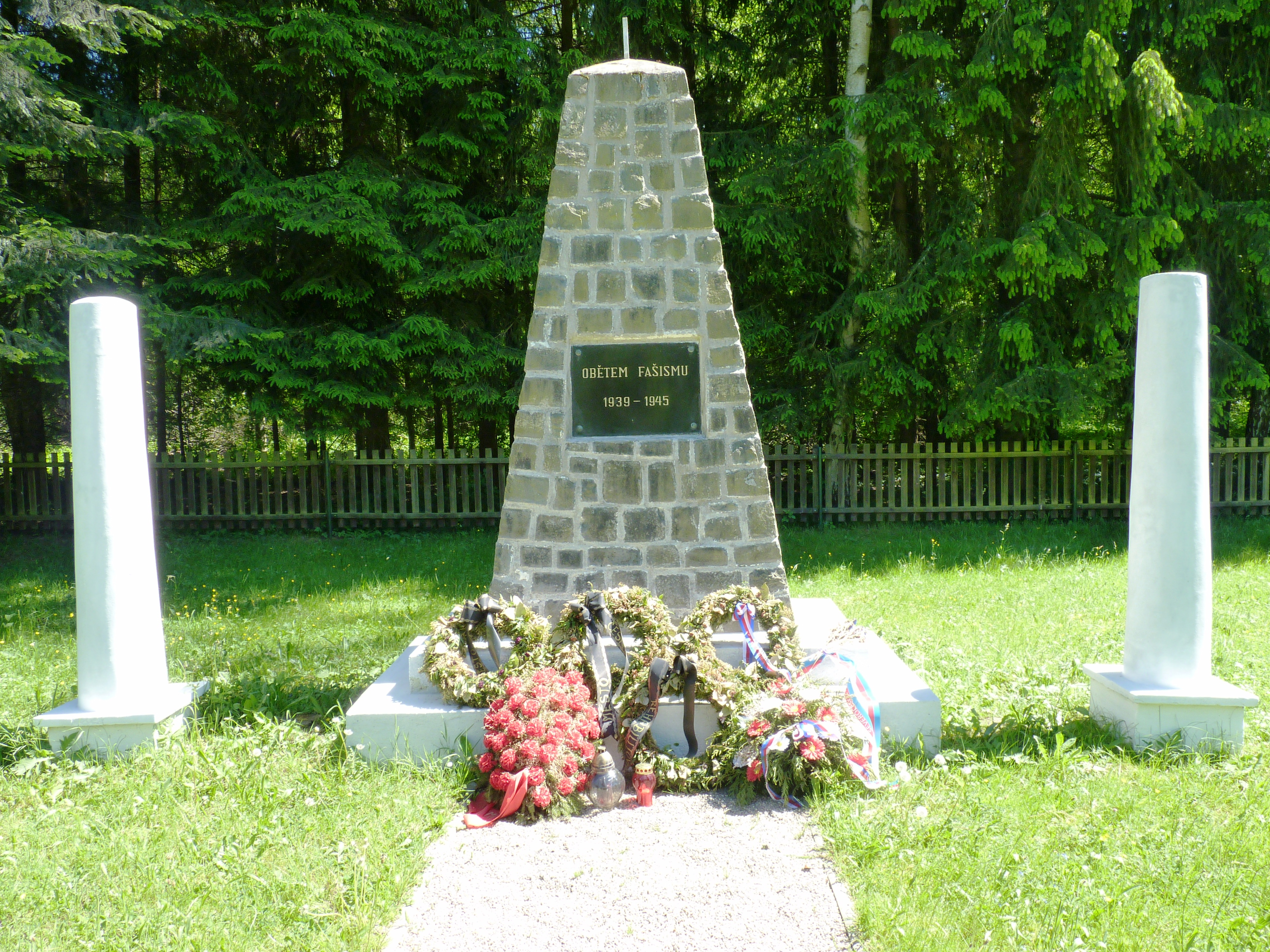
Památník obětem fašismu
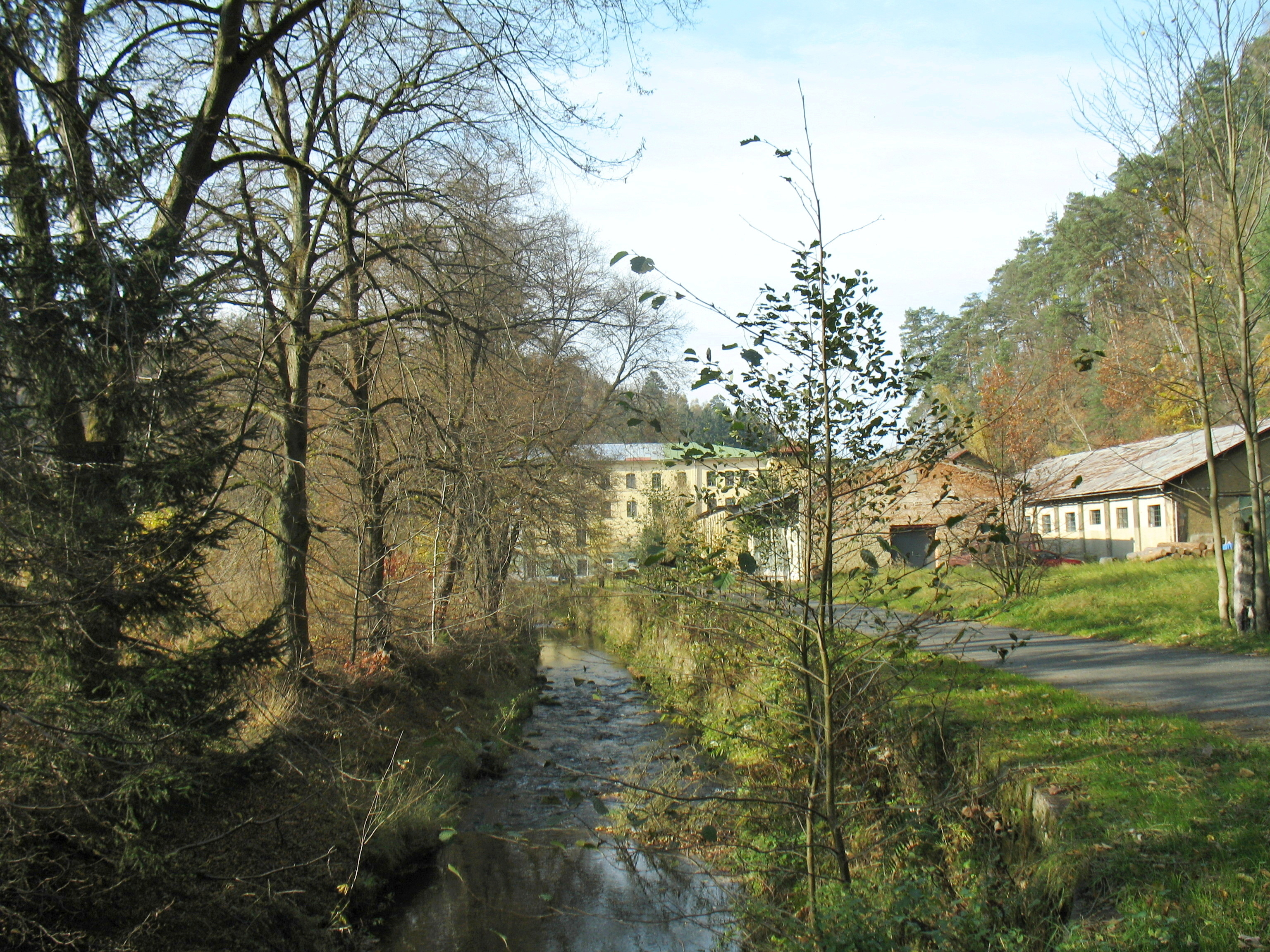
Řeka Kamenice v areálu továrny Rabštejn
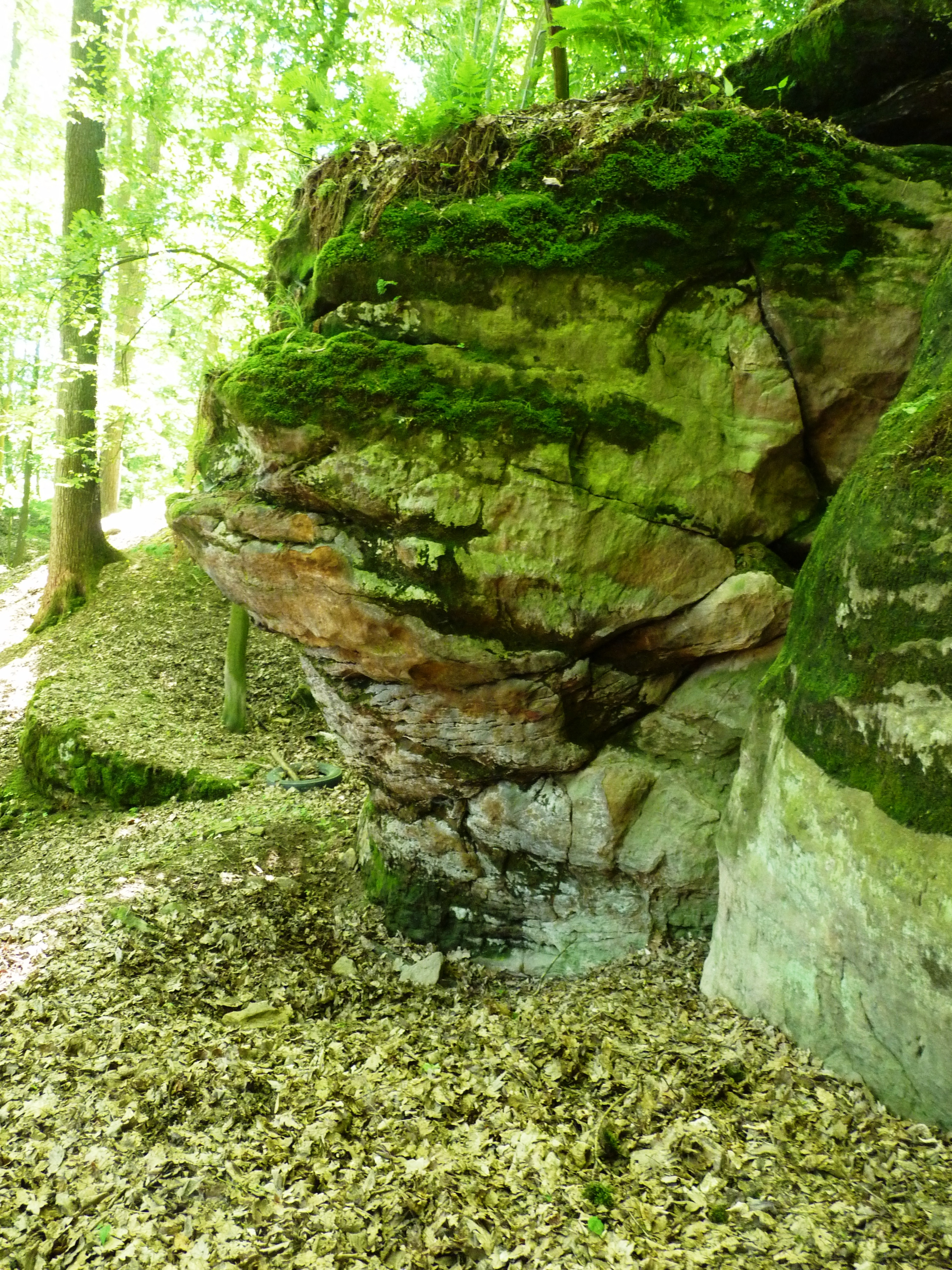
Pískovcové skály v Sojčí rokli